# ТБУ-1
ТБУ-1 — советский высокопольный троллейбус большой вместимости для внутригородских пассажирских перевозок, производившийся с 1955 по 1958 годы на заводе имени Урицкого в г. Энгельсе Саратовской области. Троллейбус стал переходной моделью от устаревшего на то время «МТБ-82» к «ЗиУ-5». Был выпущен прототип и одна экспериментальная партия из 10 машин. В  конструкции троллейбуса были обнаружены серьёзные недостатки, из-за чего его производство было прекращено. Тем не менее, ТБУ-1 послужил прототипом для создания новой массовой модели троллейбуса «ЗиУ-5», которых было выпущено около 20 тысяч. В этой модели были исправлены некоторые недостатки ТБУ-1 и учтены его преимущества.
Троллейбусы ТБУ-1 работали в Москве (10 машин) и Ленинграде (1 машина).
Также в 1957 году на «ЗиУ» были спроектированы  грузовые троллейбусы ТБУ-2 (фургон), ТБУ-3 (платформа) и ТБУ-4 (самосвал), однако они не пошли в серию и остались существовать в опытных экземплярах.

## История создания
Троллейбусный завод имени Урицкого разрабатывал модель «ТБУ-1» еще с начала 1950-х годов, поскольку текущая модель «МТБ-82» технически и морально устарела. Первый изготовленный экземпляр нового троллейбуса выехал с завода летом 1955 года на испытания. Новая машина получила несущий кузов, стала значительно больше по сравнению с МТБ (длина троллейбуса составила 11,4 метра), у неё появились большие окна. Электрооборудование было поставлено с московского завода «Динамо», и было усовершенствовано. Система управления стала автоматической РКСУ, где все коммутации высоковольтных цепей выполнялись с помощью реостатного контроллера, увеличили мощность тягового двигателя.
После прохождения испытаний была изготовлена партия из 10 троллейбусов. 9 троллейбусов отправились в Москву, 1 машина в Ленинград. В первые месяцы эксплуатации были обнаружены серьёзные конструктивные недостатки: перегруженный задний свес и недостаточная жёсткость кузова. В результате задний свес ТБУ-1 начал провисать, и возникла угроза разрушения кузова.
Это и стало причиной их быстрого списания: в  Москве их списали уже в 1961 году. Ленинградскую машину постигла схожая участь. Ленинградскому ТБУ-1 во время капитального ремонта убрали двигатель из заднего свеса и переместили его в  колесную базу, что не сильно помогло, и троллейбус был списан в 1964 году.
Хотя эта модель оказалась неудачной, она стала основой создания троллейбуса ЗиУ-5, который, несмотря на то, что тоже имел недостатки в развесовке и прочности кузова, был выпущен почти в 20 тысячах экземпляров. Первые машины ЗиУ-5 появились в 1959 году.

## Описание
| Общие                                   |                        |
| Годы выпуска                            | 1955-1958              |
| Количество выпущенных экземпляров, шт   | 10                     |
| Предшественник                          | МТБ-82                 |
| Преемник                                | ЗиУ-5                  |
| Габаритные размеры, мм:                 |                        |
| Длина, мм                               | 11400                  |
| Ширина, мм                              | 2626                   |
| Высота, мм                              | 3650                   |
| Колёсная база, мм                       | 6100                   |
| Передний свес, мм                       | 2410                   |
| Задний свес, мм                         | 2890                   |
| Колея передних колёс, мм                | 2000                   |
| Колея задних колёс, мм                  | 1910                   |
| Минимальный радиус поворота, м          | 12,0                   |
| Массы и нагрузки                        |                        |
| Снаряжённая масса, кг                   | 8800                   |
| Полная конструкционная масса, кг        | 14180                  |
| Салон                                   |                        |
| Количество дверей, шт                   | 2                      |
| Привод дверей                           | Пневматический         |
| Ширина дверных проёмов, мм              | 755                    |
| Количество сидячих мест, шт             | 44                     |
| Электрооборудование                     |                        |
| Производитель электрооборудования       | «Динамо»               |
| Тяговый двигатель                       | ДК-204Б                |
| Мощность, киловатт / л.с.               | 94/129                 |
| Система управления                      | реостатно-контакторная |
| Количество ТЭД, шт                      | 1                      |
| Длина токоприёмника, мм                 | 6000                   |
| Колёса/шины                             |                        |
| Колёсная формула                        | 4 × 2                  |
| Размер шин                              | 10,5×20 дюймов         |
| Динамические характеристики             |                        |
| Ускорение, м/с²                         | 1,35                   |
| Максимальная скорость, не менее, км / ч | 64,5                   |

### Кузов
Кузов ТБУ-1 несущий, основной элемент конструкции — каркас, сделанный из стальных труб, конструктивно объединённый с пространственной фермой, обшитый стальными листами. Кузов оказался довольно слабым и не способным выдерживать серьёзные нагрузки; что и послужило причиной быстрого списания всех машин этой модели.
По сравнению с «МТБ-82» троллейбус стал длиннее (11,4 метра) и, соответственно, более ёмким, в нем появились большие окна, более современный дизайн. Лобовое стекло троллейбуса состояло из четырех частей, немного напоминая в этом троллейбус СВАРЗ-МТБЭС. Маршрутный указатель троллейбуса не отличался от аналогичного в СВАРЗе и МТБ. Также троллейбус был украшен хромированным передним бампером, и алюминиевыми подоконными молдингами, а также молдингами над юбкой кузова.
Троллейбус имел две двери: в переднем и заднем свесах. Салон ТБУ-1 был значительно комфортнее и объёмнее по сравнению с МТБ-82. Планировка — четырёхрядная, все сиденья, кроме одного одноместного напротив задней двери и места кондуктора, были двухместными диванами. В заднем свесе размещался пятиместный диван. Всего в салоне ТБУ-1 было 44 места для сиденья, и еще 31 пассажир мог ехать стоя, в час пик, в салон троллейбуса могло поместиться и более 90 человек. Для вентиляции салона половинки окон сдвигались вниз, а также имелась система принудительной вентиляции. Для обогрева салона использовалось тепло от пуско-тормозных реостатов. Недостатками салона были негерметичные двери, в щели между которыми попадала грязь и снег зимой. Также, в задней части не было достаточного количества поручней, поэтому люди, сидящие на 5-местном диване запросто могли попадать со своих мест при резком торможении. Также в салоне не было люка для обслуживания тягового электродвигателя, что не позволяло возможность обслуживать и ремонтировать двигатель иначе, нежели на смотровой яме в троллейбусных депо.

### Электрооборудование
В отличие от СВАРЗ-МТБЭС, троллейбус имел усовершенствованное электрооборудование, спроектированное на заводе «Динамо» в Москве (в СВАРЗе применены двигатель и электрооборудование, аналогичные МТБ-82). На ТБУ-1 устанавливался тяговый электродвигатель ДК-204б завода «Динамо» мощностью 95 киловатт. Благодаря мощному двигателю, троллейбус оказался очень быстроходным, и на горизонтальных участках трассы мог развить максимальную скорость в 65 км/час. Двигатель троллейбуса, контакторная панель и блок с пуско-тормозными сопротивлениями размещены в заднем свесе, отчего свес оказался перегружен, и кузов этой нагрузки не выдерживал.
Система управления двигателем реостатно-контакторная, автоматическая, все коммутации высоковольтных цепей выполнялись с помощью группового реостатного контроллера, а водитель с помощью педалей выбирал лишь необходимый режим для троллейбуса. На крыше троллейбуса размещались два радиореактора для подавления помех радиосвязи. Штангоуловителями этот троллейбус не оснащался.

## Эксплуатация
За время производства (1955-1958 г.г.) было выпущено 11 экземпляров:
| Троллейбус | Место работы | Инвентарный номер | Год выпуска | Год списания | Текущее состояние |
| ТБУ-1      | Москва       | 501               | 07.1955     | 04.1957      | списан            |
| ТБУ-1      | Москва       | 501               | 08.1957     | 05.1961      | списан            |
| ТБУ-1      | Москва       | 502               | 08.1957     | 03.1961      | списан            |
| ТБУ-1      | Москва       | 503               | 01.1958     | 03.1961      | списан            |
| ТБУ-1      | Москва       | 504               | 01.1958     | 03.1961      | списан            |
| ТБУ-1      | Москва       | 505               | 01.1958     | 03.1961      | списан            |
| ТБУ-1      | Москва       | 506               | 01.1958     | 03.1961      | списан            |
| ТБУ-1      | Москва       | 507               | 01.1958     | 03.1961      | списан            |
| ТБУ-1      | Москва       | 508               | 01.1958     | 03.1961      | списан            |
| ТБУ-1      | Москва       | 509               | 01.1958     | 05.1961      | списан            |
| ТБУ-1      | Ленинград    | 03                | 12.1957     | 1964         | списан            |
| ---------- | ------------ | ----------------- | ----------- | ------------ | ----------------- |

Один из экземпляров был построен комсомольцами завода к 1 мая 1957 года и получил имя «Фестивальный». Троллейбус был облегчен, получил дополнительное отопление и по-новому оформленный щиток водителя.
В 1994 году в Химках найден кузов московского ТБУ-1 (№ 502), в настоящее время он ожидает реставрации в Музее пассажирского транспорта.